# Comuna Nova Kameanka, Velîka Oleksandrivka
Nova Kameanka (în ucraineană Нова Кам'янка) este o comună în raionul Velîka Oleksandrivka, regiunea Herson, Ucraina, formată din satele Nova Kameanka (reședința) și Novohrîhorivka.

## Demografie
Componența lingvistică a comunei Nova Kameanka
     Ucraineană (96,84%)
     Rusă (2,89%)
     Alte limbi (0,18%)
Conform recensământului din 2001, majoritatea populației comunei Nova Kameanka era vorbitoare de ucraineană (96,84%), existând în minoritate și vorbitori de rusă (2,89%).